# Tázlár - kiskunhalasi homokbuckák
Tázlár - kiskunhalasi homokbuckák este o arie protejată (arie specială de conservare — SAC, sit de importanță comunitară — SCI) din Ungaria întinsă pe o suprafață de 1.929,05 ha, integral pe uscat.

## Localizare
Centrul sitului Tázlár - kiskunhalasi homokbuckák este situat la coordonatele 46°30′33″N 19°31′12″E / 46.509167°N 19.52°E.

## Înființare
Situl Tázlár - kiskunhalasi homokbuckák a fost declarat sit de importanță comunitară în mai 2004 pentru a proteja 2 specii de plante și 2 specii de animale. Situl a fost protejat și ca arie specială de conservare în februarie 2010.

## Biodiversitate
Situată în ecoregiunea panonică, aria protejată conține 2 habitate naturale: Stepe panonice nisipoase, Tufărișuri panonice ale dunelor de nisip continentale (Junipero-Populetum albae).
La baza desemnării sitului se află mai multe specii protejate:
- plante (2): Colchicum arenarium, Iris humilis subsp. arenaria
- nevertebrate (2): Carabus hungaricus, Cucujus cinnaberinus

Pe lângă speciile protejate, pe teritoriul sitului au mai fost identificate 15 specii de plante.